# Caldeira de Santa Bárbara (Lajes do Pico)
A Caldeira de Santa Bárbara (Lajes do Pico) é uma elevação portuguesa localizada no concelho das Lajes do Pico, ilha do Pico, arquipélago dos Açores.
Este acidente geológico tem o seu ponto mais elevado a 906 metros de altitude acima do nível do mar apresenta-se com uma encosta bastante longa, onde surgem abudante vejetação endémica e florestas macaronésicas.
Nas imediações desta formação encontra-se o Cabeço do Caveiro, a Lomba do Cácere e a Lagoa do Ilhéu.
É nas encostas deste acidente geográfico que tem origem a Ribeira da Laje, a Ribeira dos Moinhos, a Ribeira das Cidreiras, a Ribeira das Velhas, o Grotão a Ribeira das Mancilhas e a Ribeira de Santa Bárbara.